# حماية الأرض (أغنية)
«حماية الأرض» هي أغنية سجلتها فرقة موسيقى الميتال الأرمينية الأمريكية سيستيم أوف داون. تم إصدارها مع أغنية «المبيدون اللاإنسانيون» في 6 نوفمبر 2020، من خلال شركة التسجيلات الأمريكية وكولومبيا للتسجيلات، لزيادة الوعي وتمويل أرمينيا وجمهورية أرتساخ غير المعترف بها وسط حرب مرتفعات قرة باغ 2020. هذا هو أول إصدار للفرقة منذ 15 عامًا منذ ألبومهم الخامس، وأول أغنية فردية لهم منذ 14 عامًا منذ. الأغنيتان جمعتا أكثر من 600000 دولار تم التبرع بها لصندوق أرمينيا لمساعدة أولئك الذين تضرروا من الحرب.

## الخلفية والإفراج
كتب عازف الجيتار والمغني الثاني في الفرقة دارون ملكيان أغنية «حماية الأرض» في عام 2018 إلى جانب أغنية أخرى عن التوترات التي تعاني منها آرتساخ الغير معترف بها بعنوان "Lives" لألبومه المنفرد الثانيDictator. في أواخر سبتمبر 2020، بعد اندلاع حرب جديدة بين أرمينيا وأرتساخ وأذربيجان في منطقة ناغورنو كاراباخ المتنازع عليها، بدأ أعضاء الفرقة في استخدام منصاتهم لزيادة الوعي بالقضية. قال المغني الرئيسي للفرقة سيرج تانكيان، الذي نجا جده من الإبادة الجماعية للأرمن عام 1915، لصحيفة "The Fader" إنه يرى «احتمالًا كبيرًا للإبادة الجماعية للأرمن» في آرتساخ تقوم بها أذربيجان بدعم من تركيا. تبرع تانكيان بمبلغ 250 ألف دولار لصندوق أرمينيا وشارك أيضًا في حفل موسيقي لجمع التبرعات عبر الإنترنت بعنوان «روك فور آرتساخ» في أكتوبر.
في غضون أيام قليلة من قرار التسجيل، بدأ كل موسيقي في ترتيب دوره الخاص. طور تانكيان أجزائه الخاصة في أغنية «حماية الأرض» بينما كان لا يزال في نيوزيلندا، حيث يعيش بدوام جزئي، وسافر لاحقًا إلى لوس أنجلوس في 11 أكتوبر للانضمام إلى الجميع في الاستوديو. لقد انتهوا من تتبع التخفيضات في ذلك الأسبوع. قال شافو أودادجيان: «لقد كان من دواعي سروري أن نكون معًا في الاستوديو مرة أخرى، مريح للغاية وطبيعي، لم يمر وقت على الإطلاق». في 6 نوفمبر 2020، تم إصدار «حماية الأرض» جنبًا إلى جنب مع «المبيدون اللاإنسانيون» رقميًا كأغنية فردية. يتميز العمل الفني للمسار بعلم جمهورية أرتساخ ونصب نحن جبالنا في عاصمتها ستيباناكيرت. هذا هو الإصدار الأول للفرقة منذ 15 عامًا وفي بيان رسمي على موقع الفرقة على الإنترنت بعد العرض الأول للأغاني، قالت الفرقة إنها تأمل في أن يستمع معجبوها إلى الأغاني «وأن يستلهموا الحديث عن الظلم المروع وانتهاكات حقوق الإنسان التي تحدث هناك الآن».

## فيديو الأغنية
تم تحميل الفيديو الموسيقي لأغنية "حماية الأرض" للمخرج آرا سوجيان وشافو أودجيان على قناة يوتيوب الخاصة بالفرقة في 6 نوفمبر 2020. يعرض لقطات للجنود الأرمن على الخطوط الأمامية، بالإضافة إلى لقطات للفرقة مع إسقاطات لبعض اللقطات التي تم تصويرها على وجوههم".
أثناء حديثه عن مفهوم الفيديو، قال أودادجيان: «"لقد جلبت الجميع من كل الأعمار. لدينا أطفال، ولداي، رئيس كهنة لوس أنجلوس، وأطباء وسائقي سيارات أجرة وجنود في الفيديو. في الوقت نفسه، لدينا أشخاص في أرمينيا في آرتساخ يصورون في الخطوط الأمامية للحرب الجارية. لذا فإن الرسالة هي، "أعلم أننا على بعد آلاف الأميال، لكننا نقف إلى جانب قواتنا ونؤيد هذه القضية المشتركة كأرمن."»